# کلمنت دهم
پاپ کلمنت دهم (به انگلیسی: Clement X) (تولد ۱۳ ژوئیه ۱۵۹۰ - درگذشت ۲۲ ژوئیه ۱۶۷۶) یکی از پاپ‌های کلیسای کاتولیک رم بود که در رم به دنیا آمد و از ۱۶۷۰ تا ۱۶۷۶ میلادی پاپ بود.